# لوسیدچارت
لوسیدچارت (انگلیسی: Lucidchart) یک پلت‌فرم مالکیتی اینترنتی است که به کاربران امکان طراحی، ویرایش و به‌اشتراک‌گذاری جداول و نمودارها را فراهم می‌کند.
لوسیدچارت در مرورگرهایی که قابلیت پشتیبانی از اچ‌تی‌ام‌ال۵ را دارند، قابل اجراست و نیازی به نرم‌افزارهای واسط دیگر چون ادوبی فلش ندارد.
این شرکت توانست در سال ۲۰۱۱ میلادی، ۱ میلیون دلار از طریق «سرمایه‌گذار فرشته»، جهت سرمایه‌گذاری گردآوری کند.